# Koňuš
Koňuš este o comună slovacă, aflată în districtul Sobrance din regiunea Košice. Localitatea se află la altitudinea de 272 m deasupra n.m., se întinde pe o suprafață de 23,23 km2 și în 2017 număra 344 de locuitori. Se învecinează cu Beňatina, Raionul Ujhorod, Priekopa, Vojnatina, Tibava și Choňkovce.

## Istoric
Localitatea Koňuš este atestată documentar din 1414.

## Demografie
| An:                | 1994 | 2004   | 2014   | 2024   |
| ------------------ | ---- | ------ | ------ | ------ |
| Număr de persoane: | 391  | 360    | 348    | 325    |
| Diferență:         |      | −7,92% | −3,33% | −6,60% |

| An:                | 2023 | 2024   |
| ------------------ | ---- | ------ |
| Număr de persoane: | 327  | 325    |
| Diferență:         |      | −0,61% |